# Kurt Jahncke
Kurt Jahncke (* 5. März 1898 in Remscheid; † 20. Oktober 1962 in Oldenburg (Oldenburg)) war ein deutscher Journalist und Ministerialbeamter. Er wurde unter anderem bekannt als stellvertretender Pressechef der Reichsregierung.

## Leben

### Jugend und Ausbildung (1898 bis 1922)
Jahncke wurde als Sohn des Oberamtmanns der Reichsbahn und Kapitänleutnants der Reserve Otto Jahncke und seiner Ehefrau Paula (Pauline) Lindner geboren. In seiner Kindheit besuchte er Gymnasien in Elberfeld und Schöneberg-Friedenau, wo er 1915 die Abiturprüfung bestand. Anschließend nahm er von 1915 bis 1918 mit der preußischen Armee am Ersten Weltkrieg teil, in dem er als Artillerist in Frankreich und Flandern zum Einsatz kam. Am 17. November 1917 wurde er zum Leutnant der Reserve befördert.
In den Jahren 1919 bis 1922 studierte Jahncke an der Universität Berlin. Er schloss seine Studien 1922 mit der Promotion zum Dr. rer. pol. ab. Seine Dissertation über Boliviens Stellung in der Weltwirtschaft wurde mit dem Prädikat magna cum laude ausgezeichnet.

### Karriere als Wirtschaftsfunktionär und Journalist (1922 bis 1933)
Von 1922 bis 1929 arbeitete Jahncke als Syndikus beim Industrie- und Arbeitgeberverband in Oldenburg. Anschließend bekleidete er bis 1933 das Amt des Vorsitzenden des Gewerbe- und Handelsvereins in Oldenburg. Weiterhin war er von 1930 bis 1933 Redakteur des Wirtschaftsteils der Oldenburger Nachrichten für Stadt und Land.
Politisch war Jahncke seit 1919 in der Deutschnationalen Volkspartei (DNVP) organisiert. Außerdem gehörte er von 1922 bis 1932 dem Stahlhelm an.
Am 17. Juli 1926 heiratete Jahncke Irmgard Scharf, die Tochter des Zeitungsverlegers Oskar Scharf.

### Zeit des Nationalsozialismus
Wenige Monate nach dem Machtantritt der Nationalsozialisten im Frühjahr 1933 wurde Jahncke in das neugegründete Reichsministerium für Volksaufklärung und Propaganda (RMVP) aufgenommen. In diesem leitete er vom 1. Juli 1933 bis April 1936 die Abteilung V (Presseabteilung). In dieser Eigenschaft leitete Jahncke – seit dem 20. Juli 1933 im Rang einer Ministerialrats – unter anderem die Pressekonferenzen der Reichsregierung. Außerdem fungierte er als Herausgeber des Nachschlagewerks Das Archiv – Nachschlagewerk für Politik, Wirtschaft und Kultur und gehörte aufgrund seiner Stellung dem Präsidialrat der Reichspressekammer an.
Jahncke konnte 1933 glaubwürdig machen, dass er schon 1932 als Mitglied in der NSDAP hätte geführt werden sollen. Er wurde dementsprechend zum 1. August 1932 in die Partei aufgenommen (Mitgliedsnummer 1.226.206).
Neben seiner Funktion als Leiter der Presseabteilung amtierte Jahncke von 1933 bis 1936 als stellvertretende Pressechef der Reichsregierung unter den Reichspressechefs Walther Funk und Otto Dietrich.
Nach seinem Ausscheiden aus dem Propagandaministerium wurde Jahncke 1936 Direktor der Berliner Druck- und Zeitungsbetriebe. Seine Nachfolge als Leiter der Abteilung V im Propagandaministerium übernahm Alfred-Ingemar Berndt.
Am 20. Mai 1939 wechselte Jahncke ins Auswärtige Amt (AA), wo er als Referent Ausland für die ausländischen Journalisten und Pressbeiräte zuständig war. Zum Vortragenden Legationsrat wurde er am 20. Juli 1939 befördert. Von Oktober 1939 bis August 1940 leitete er das Referat XIII, das die ausländische Presse betreute. Ab April 1940 leitete er die kulturpolitische Abteilung des Referats Rundfunk im AA. Hier hatte er auch die Aufgabe, zum Oberkommando der Wehrmacht (OKW) die Verbindung zu halten.

### Nachkriegszeit
Nach dem Krieg kehrte Jahncke nach Oldenburg zurück, wo er am 15. Dezember 1950 mit anderen Unternehmern einen Kreis der späteren Wirtschaftlichen Vereinigung in Oldenburg begründete.

## Schriften
- Boliviens Stellung in der Weltwirtschaft, 1922. (Dissertation)
- Das Archiv – Nachschlagewerk für Politik, Wirtschaft und Kultur (Herausgeber von 1933 bis 1936)